# Il Favolello

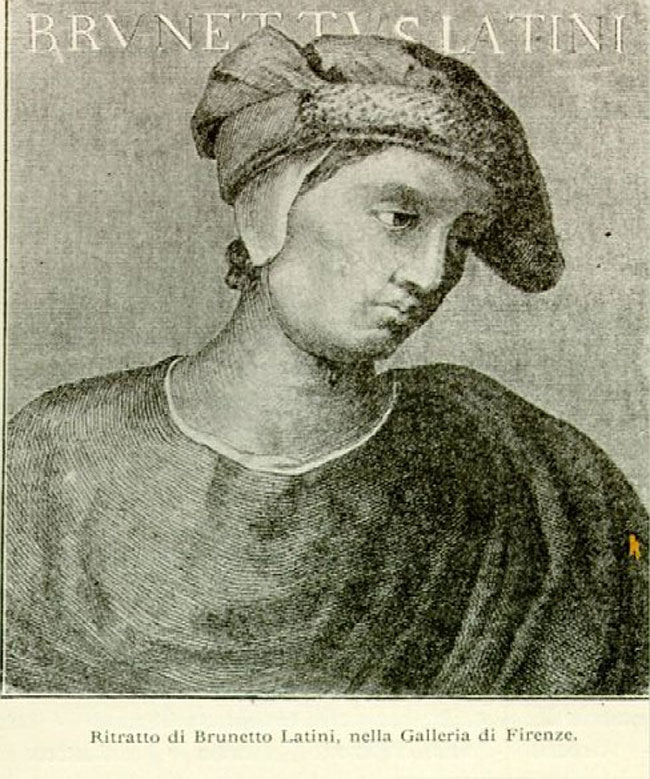
Ritratto di Brunetto Latini

Il Favolello è un breve poemetto epistolare in volgare di Brunetto Latini.

## Storia
Il Favolello è una "breve fiaba" sull'amicizia, in versi settenari rimati a coppie, lo stesso metro del Tesoretto, dedicata da Brunetto Latini al poeta fiorentino Rustico di Filippo. Il titolo deriva dal francese fablel, utilizzato come sinonimo di poemetto. Il tema dell'amicizia è svolto sulla falsariga del Liber de amicitia di Boncompagno da Signa.
Non è noto il periodo della composizione del poemetto. Rustico di Filippo, colui al quale l'opera è dedicata, è il poeta fiorentino autore dei famosi "Sonetti" comico-burleschi, noto anche per essere stato un esponente di parte ghibellina. È stato ipotizzato che il poemetto sia stato scritto nel periodo in cui Brunetto Latini, di parte guelfa, era esule in Francia dopo che i guelfi erano stati scacciati da Firenze in seguito alla vittoria ghibellina a Montaperti (1260); si ritiene pertanto che Il Favolello sia stato scritto da Brunetto Latini con l'intento di raccomandare all'amico Rustico, il quale come ghibellino apparteneva ormai alla parte vincente, i beni e i familiari rimasti a Firenze.
Il Favolello fu pubblicato, insieme con Il Tesoretto, in un'edizione delle Rime di Francesco Petrarca curata da Federico Ubaldini nel 1642; questa edizione fu utilizzata per la composizione del Vocabolario della Crusca. La prima edizione critica apparve ad opera di Berthold Wiese nel 1883.